# Вальреас
Вальреас (фр. Valréas) — коммуна во французском департаменте Воклюз региона Прованс — Альпы — Лазурный Берег. Является центром одноимённого кантона.

## География
Вальреас расположен в 55 км к северу от Авиньона. Соседние коммуны: Руссе-ле-Винь и Сен-Панталеон-ле-Винь на северо-востоке, Ришранш на юго-западе, Грийон на западе.

### Гидрография
Вальреас расположен на водоразделе Ле и её притока Коронн. Коммуну пересекает несколько ручьёв, притоков Коронн: Мердари, Гран-Валла и Рьёссек, река Талобр, приток Коронн. На северо-востоке расположено озеро.

## Демография
Население коммуны на 2010 год составляло 9800 человек.
| 1962 | 1968 | 1975 | 1982 | 1990 | 1999 | 2010 |
| ---- | ---- | ---- | ---- | ---- | ---- | ---- |
| 6559 | 7886 | 8458 | 8721 | 9069 | 9431 | 9800 |

## Достопримечательности
- Замок де Симиан, XVI век.
- Башня Рипер, XII век.
- Башня и конвент кордельеров.
- Остатки башни Тиволи.
- Церковь Нотр-Дам-де-Назарет, возведена в XII веке в романо-провансальском стиле, памятник истории.
- Часовни белых пенитенциаров (XVI век) и чёрных пенитенциаров (XVII век).
- Музей картона и полиграфии.

## Галерея

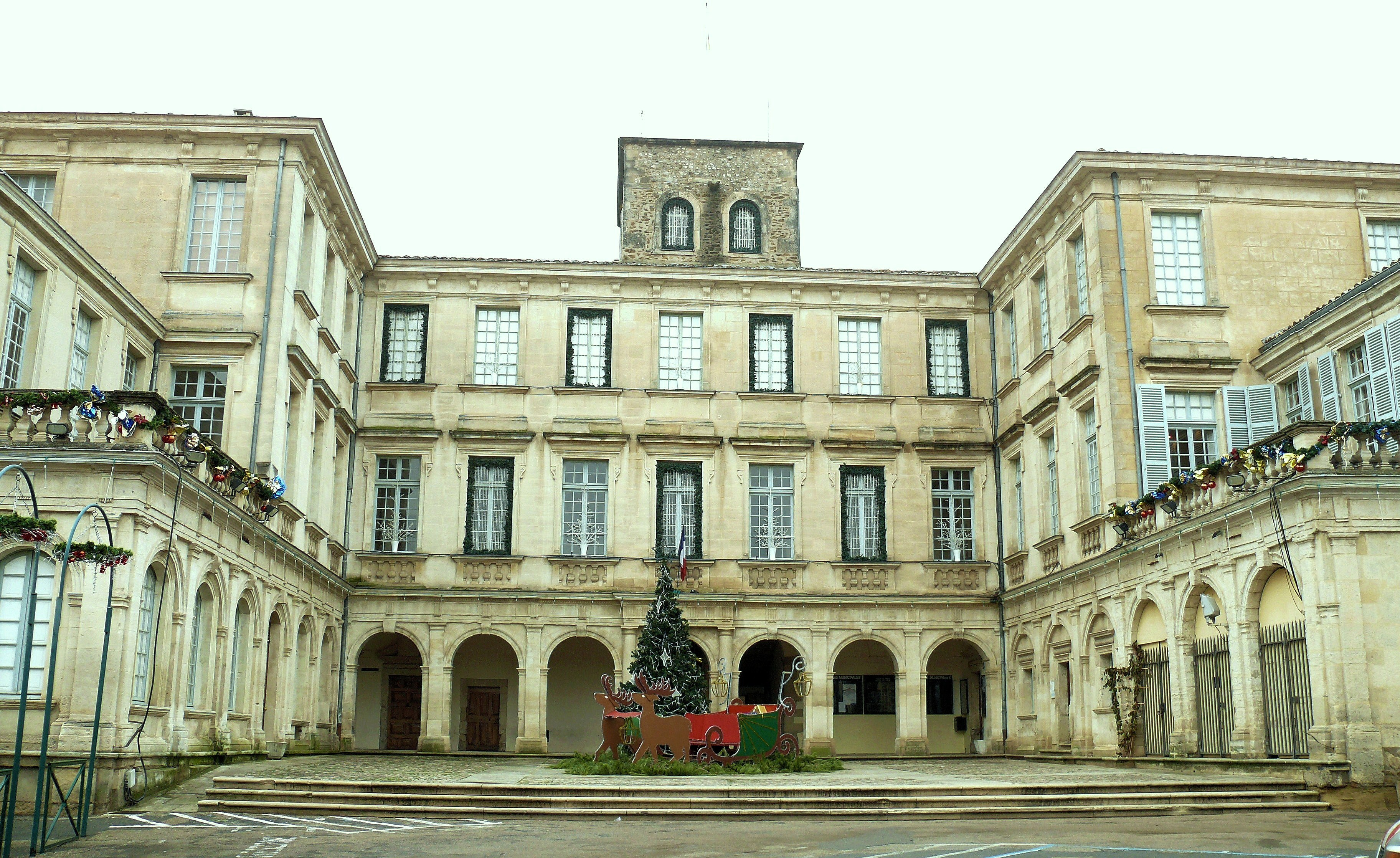
Замок де Симиан, фасад со стороны площади Аристида Бриана.
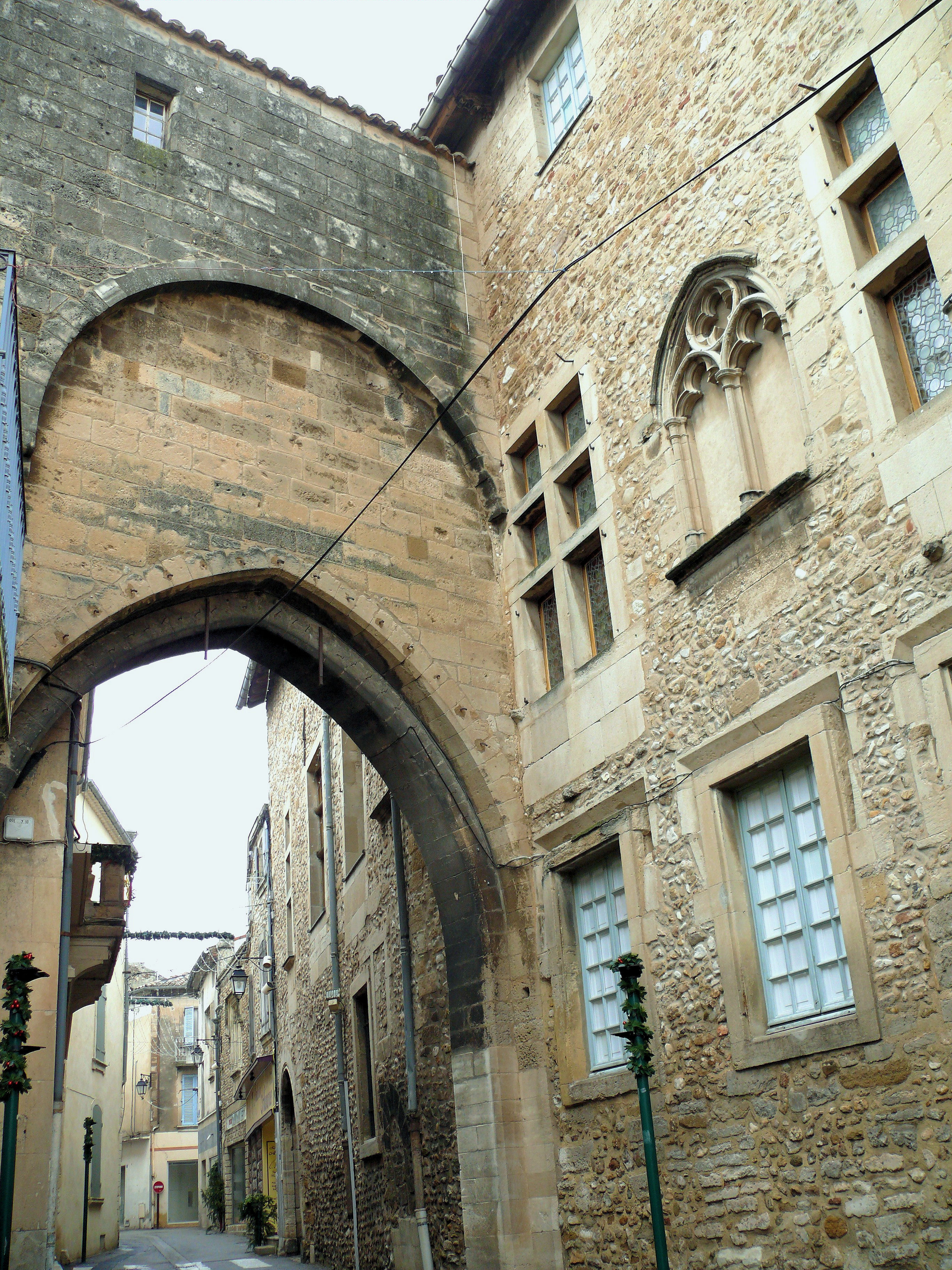
Замок де Симиан.
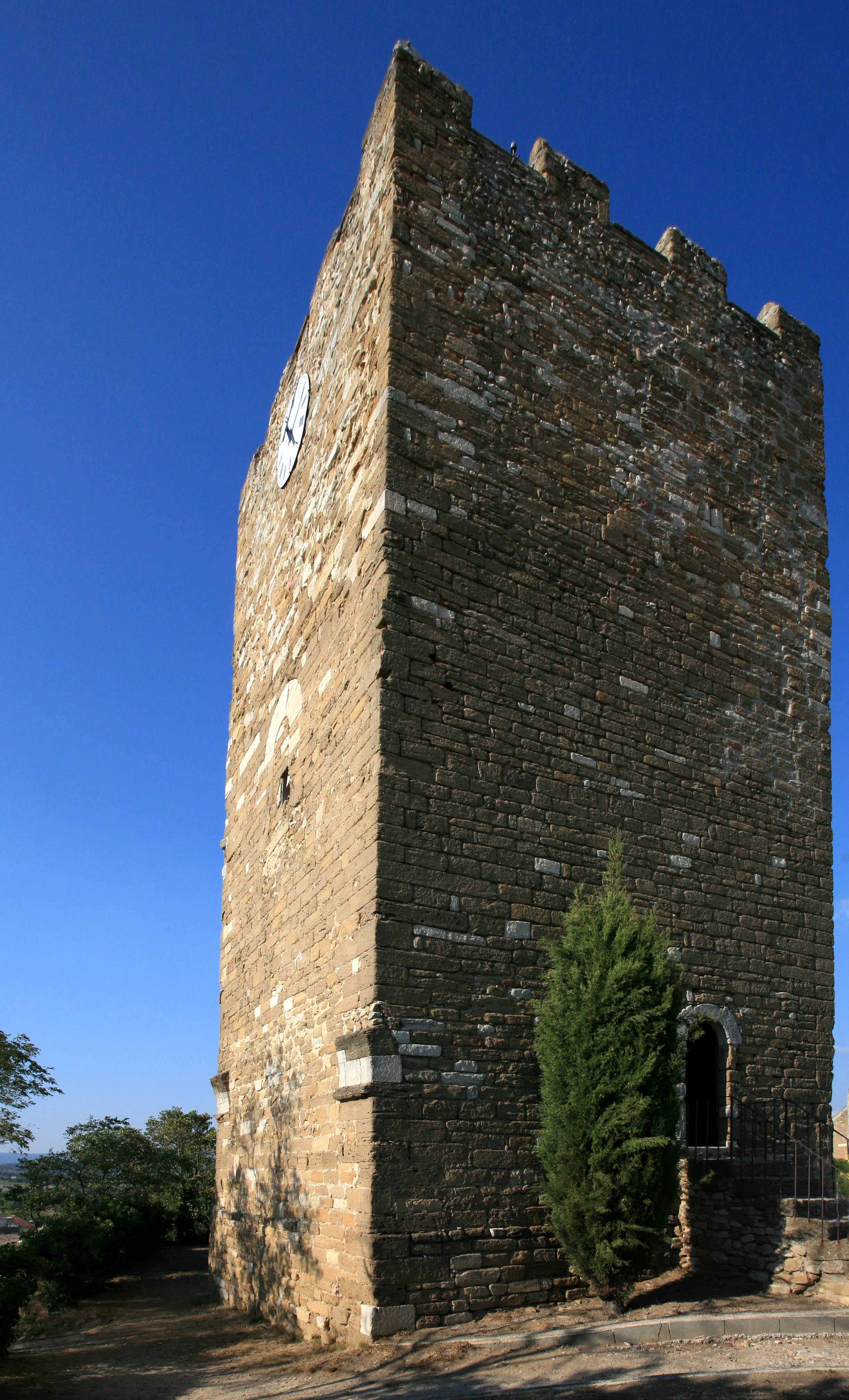
Башня Рипер
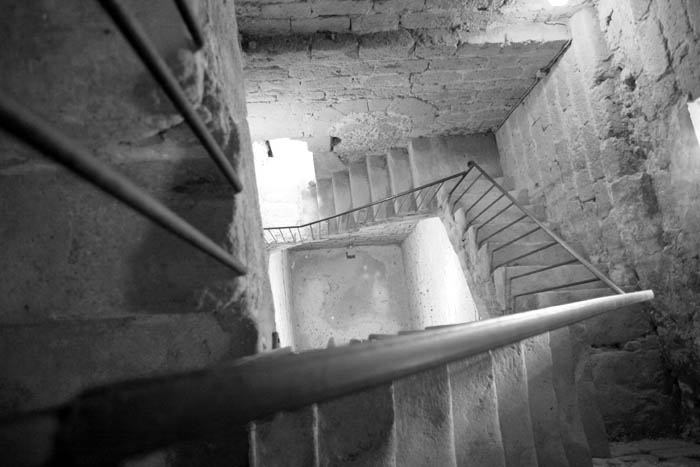
Башня Рипер, внутренняя лестница.
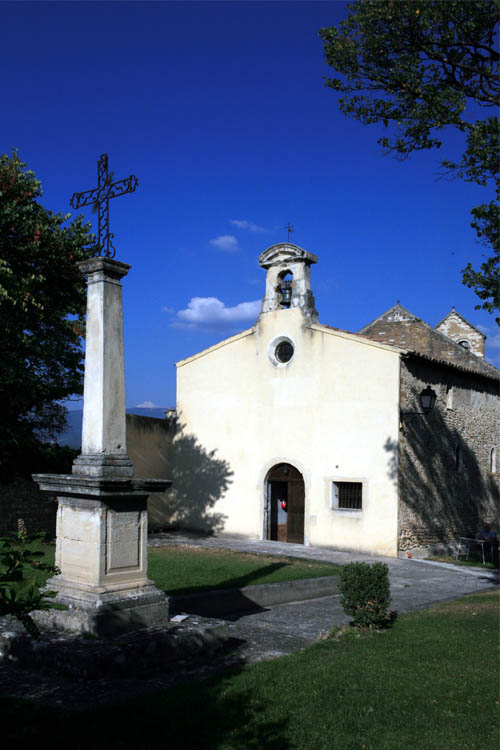
Часовня белых пенитенциаров.
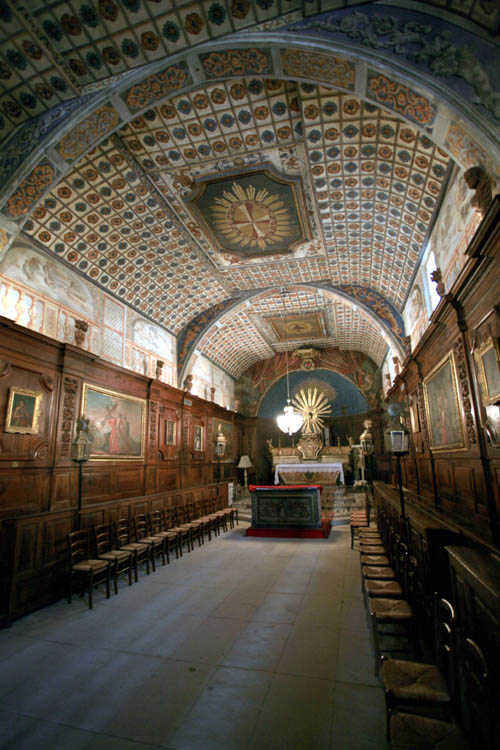
Часовня, внутреннее убранство.